# Futbolniy Klub Sheriff
Fotbal Club Sheriff (conhecido como Sheriff Tiraspol - em russo: ФК Шериф Тирасполь) é um clube de futebol da cidade de Tiraspol, na Moldávia.
É o clube mais vitorioso do futebol moldavo, tendo sido 21 vezes campeão do Campeonato Moldavo, sendo 13 deles de forma consecutiva, além de ter vencido a copa nacional 12 vezes e ser heptacampeão da Supercopa.

## História
As Vespas provém de uma região separatista do país denominada Transnístria. A região da Transnístria busca uma influência similar com o da antiga União Soviética, na qual grande parte de sua população identifica-se com os traços culturais e geopolíticos preservados.
O clube de Tiraspol tem o seu nome por conta da Sheriff, um conglomerado empresarial da região separatista da Moldávia que comanda diversos serviços e segmentos na Transnístria. O crescimento da empresa fez com que o clube surgisse no ano de 1997 e se tornasse o primeiro clube moldavo a participar de uma competição europeia.
Em sua primeira tentativa de classificar-se para a Liga dos Campeões da UEFA, na temporada 2009/2010 o Sheriff não classificou. Em decorrência da derrota para o Olympiacos da Grécia; no primeiro jogo em Tiraspol o time grego venceu o confronto por 2 a 0, e na volta em Atenas, o Sheriff fez uma excelente partida, jogando de forma consistente com o adversário, tendo muitas oportunidades de gol, porém novamente perdeu, desta vez por 1 a 0 - o gol saiu aos 87 minutos em uma jogada muito duvidosa, encerrando o sonho das Vespas de participar da tão sonhada Liga dos Campeões.
Entretanto o Sheriff conseguiu tal feito na temporada 21/22, chegando a fase de grupos da Liga dos Campeões da UEFA após eliminar o Dínamo Zagreb por 3 a 0 no placar agregado.
Na primeira partida do clube moldavo na fase de grupos da Liga dos Campeões da UEFA, surpreendera vencendo o Shakhtar Donetsk por 2 a 0 e o Real Madrid por 2 a 1. Entretanto, o clube de Tiraspol conquistou uma vaga na fase final da Liga Europa da UEFA de 2021–22, graças à 3ª colocação em sua chave.

## Estádio

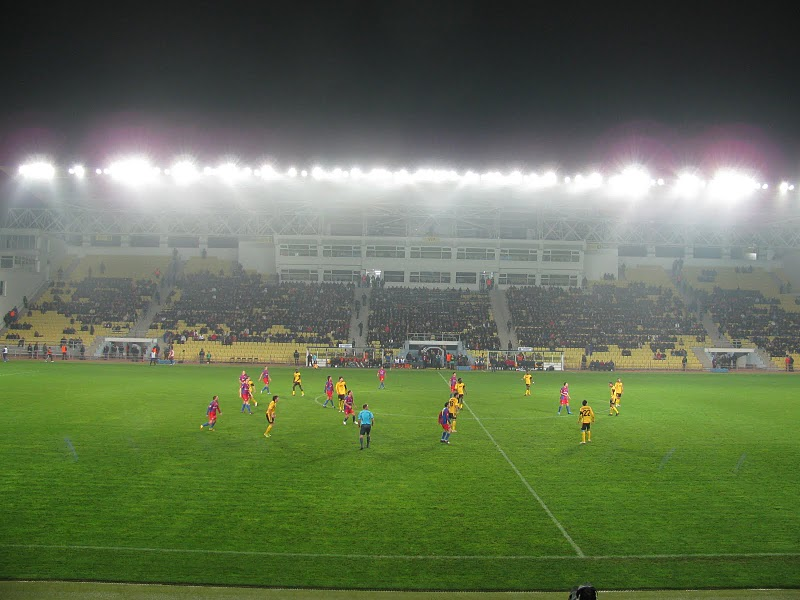
Sheriff Stadium, o estádio do clube, durante a partida contra o Steaua Bucareste.

A equipe manda suas partidas no Sheriff Stadium, em Tiraspol, com capacidade para 22.360 torcedores.

## Títulos

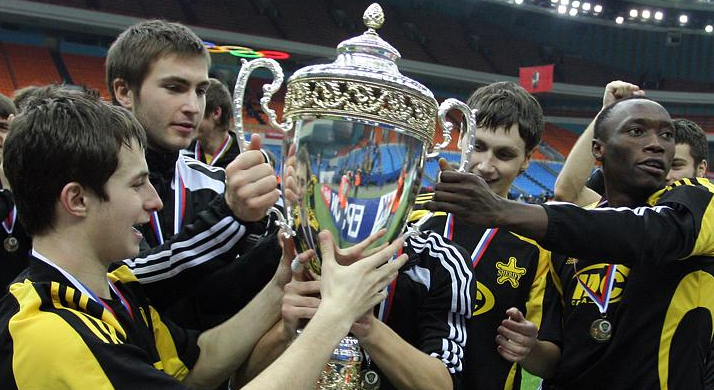
Jogadores do Sheriff comemoram o título da Copa CIS de 2009.

- Campeonato Moldavo: 21

2000–01, 2001–02, 2002–03, 2003–04, 2004–05, 2005–06, 2006–07, 2007–08, 2008–09, 2009–10, 2011–12, 2012–13, 2013–14, 2015–16, 2016–17, 2017, 2018, 2019, 2020–21, 2021–22 e 2022–23
- Copa da Moldávia: 12

1998–99, 2000–01, 2001–02, 2005–06, 2007–08, 2008–09, 2009–10, 2014–15, 2016–17, 2018–19, 2021–22 e 2022–23
- Super Copa Nacional: 7

2003, 2004, 2005, 2007, 2013, 2015 e 2016
- Copa CIS: 2

2003 e 2009

## Uniformes

### Uniformes atuais
- 1º - Camisa amarela, calção e meias amarelas;
- 2º - Camisa preta, calção e meias pretas.

| Primeiro | Segundo |

### Uniformes anteriores
- 2018-19

| Primeiro | Segundo |

- 2017-18

| Primeiro | Segundo |

- 2016-17

| Primeiro | Segundo |

- 2015-16

| Primeiro | Segundo |

- 2014-15

| Primeiro | Segundo |

- 2013-14

| Primeiro | Segundo |

- 2012-13

| Primeiro | Segundo |

- 2011-12

| Primeiro | Segundo |

- 2010-11

| Primeiro | Segundo |

- 2009-10

| Primeiro | Segundo |

- 2008-09

| Primeiro | Segundo |

- 2007-08

| Primeiro | Segundo |

- 2006-07

| Primeiro | Segundo |

## Elenco
Atualizado em 1 de abril de 2025.